# 托马斯·亨利·赫胥黎
托马斯·亨利·赫胥黎，（英語：Thomas Henry Huxley，1825年5月4日—1895年6月29日），英国生物学家、人类学家，因捍衛查爾斯·達爾文的演化論而有“達爾文的斗牛犬”之稱。
他為了對抗理查·欧文的理論而提出人类和大猩猩的脑部解剖具有十分的相似性，並認為人类与猿类起源于同一个
祖先。有趣的是赫胥黎并不完全接受查爾斯·達爾文的許多看法（例如漸進主義），而且，相对于捍衛天擇理論，他对於提倡唯物主義科学精神更感興趣。
作为科普工作的倡导者，他创造了概念“不可知论”来形容他对宗教信仰的态度。
他还因创造了生源论（認為一切细胞皆起源于其他細胞）以及無生源論（認為生命来自于无生命物质）的概念而廣為人知。

## 經歷

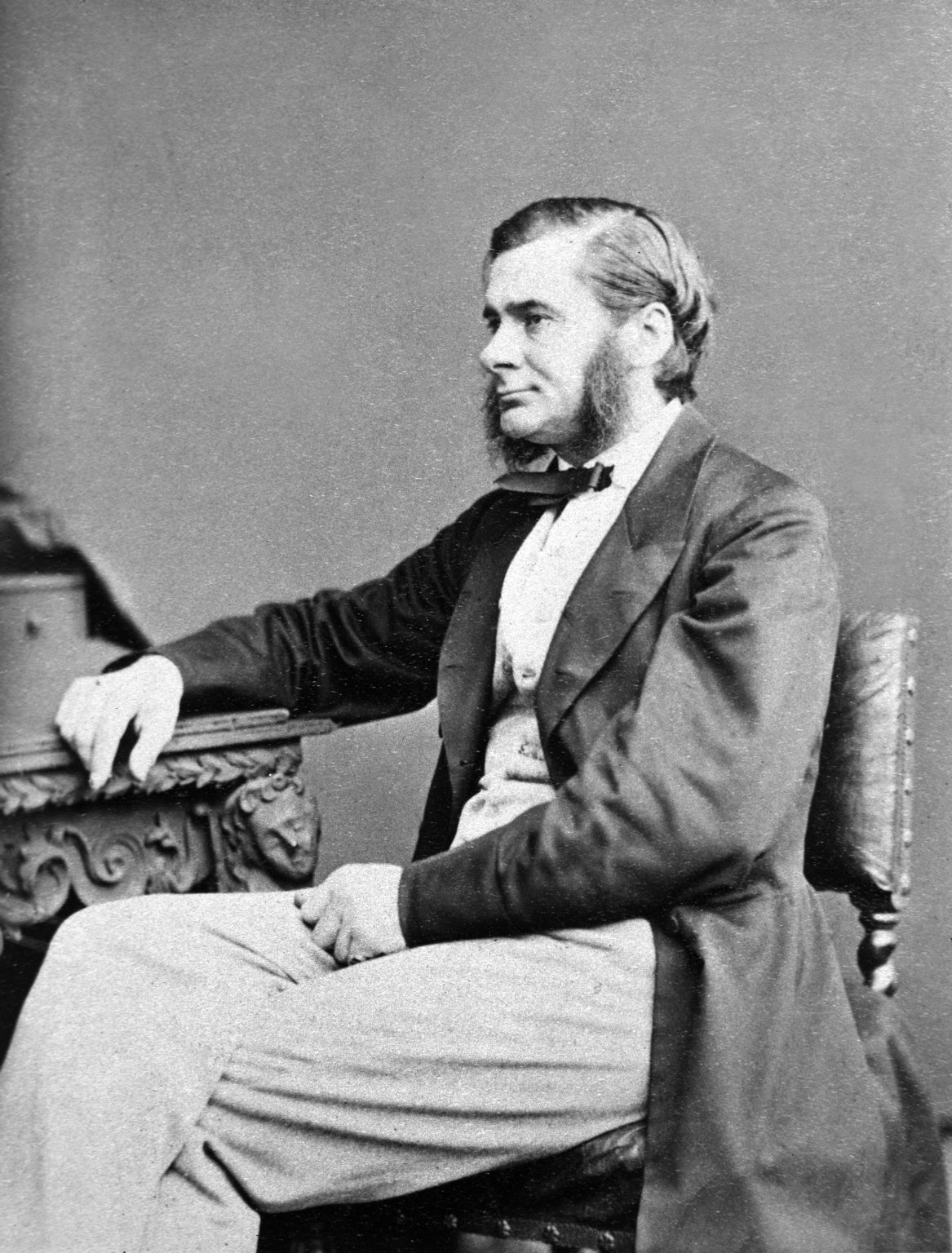

赫胥黎生于伦敦西部伊令，是当地数学教师乔治·赫胥黎（George Huxley）8个孩子中的第7个。17岁时，得到獎學金，開始在查靈十字醫院接受正規的醫學教育。二十歲時在倫敦大學通過他初次的醫學士考試，解剖学及生理学兩個科目都得到最優等成績。1845年他发表了第一篇科学论文，描述了毛髮內鞘中迄無人發現的一層構造，此後該層構造即被稱為“赫胥黎層”。
之後，赫胥黎前往英國海軍謀職，而獲得了即將前往托勒斯海峽進行探勘任務的軍艦響尾蛇號駐艦外科醫官的職位。響尾蛇號於1846年12月3日駛離英國，一抵達南半球，赫胥黎即埋首研究海洋無脊椎動物。他開始將他的發現內容寄回英國。他的一篇論文，“論水母科動物的解剖構造及其間的親屬關係”在1849年被英國皇家學會的“哲學會報”刊出。赫胥黎將Medusae、Hydroid及Sertularian polyps合併為一綱，並將其命名為Hydrozoa綱。他發現此綱生物的共同點是具有由雙層膜所包圍形成的中央空腔或消化道。這就是現在所稱刺胞動物門（Cnidaria）的特徵。他並且把這個特徵比作存在於較高等動物的胚胎中的漿液性和粘液性構造。
赫胥黎的成就受到肯定，而在1850年返英時獲選為皇家學會院士。翌年，他不僅以26歲的年紀獲頒皇家獎章，而且還獲選為評議會議員。
1883年，赫胥黎鄭重的宣稱海洋資源不會枯竭，並呼籲政府放寬限制，讓漁民盡情捕撈鱈魚。但由于赫胥黎未能料到后来相关技术的快速发展，最後卻導致大西洋鱈魚面临灭绝的危险。
1888年由英国皇家学会授予科普利奖章。
他的健康状况从1885年开始恶化。1890年他从伦敦搬到港口城市伊斯特本，受尽疾病折磨后在那里去世。
赫胥黎家族是英国著名的学术世家，托马斯·亨利·赫胥黎的孙子朱利安·赫胥黎爵士是联合国教科文组织首任主席并创立了世界自然基金会，朱利安的同母弟弟奥尔德斯·赫胥黎是作家，异母弟弟安德魯·赫胥黎爵士是生理学家，诺贝尔獎得主。
赫胥黎的傳世名言：「试着去学一切的一点皮毛，和某些皮毛的一切。」（Try to learn something about everything and everything about something.）